# اردک‌ماهی زنجیری
اردک‌ماهی زنجیری (نام علمی: Esox niger) نام یک گونه از سرده اردک‌ماهی است.